# Échelles de modélisme ferroviaire

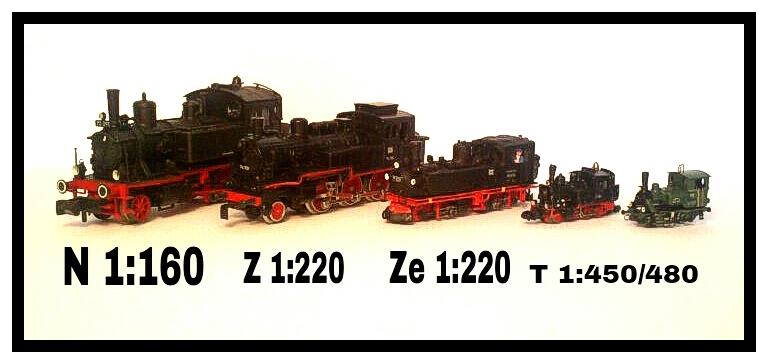
Échelles comparées

Le modélisme ferroviaire utilise différentes échelles. Une échelle est le rapport entre la mesure d'un objet réel et la mesure de sa représentation (carte géographique, maquette, etc.). Elle est exprimée par une valeur numérique qui est généralement sous forme de fraction. Une échelle d'1/2 par exemple signifie que la taille de l'objet reproduit est de moitié par rapport à l'original.
| Dimension                                                         | Échelle          | Voie_                | Désignation                            | Écartement                         | Diffusion[réf. nécessaire] |
| ----------------------------------------------------------------- | ---------------- | -------------------- | -------------------------------------- | ---------------------------------- | --- |
| Échelle II ou 2 ou G (prononcer : "deux")                         | 1:22,5           | II IIm IIe IIi       | normale métrique étroite faible écart. | 64 mm 45 mm 32 mm 22,5 mm          | IIm est un type de voie courant pour les modèles d'extérieur (trains de jardin), d'où l'appellation également utilisée G, pour Garten, jardin en allemand. Les autres types sont plus rares. |
| Échelle I ou 1 (prononcer : "un")                                 | 1:32             | I Im Ie Ii           | normale métrique étroite faible écart. | 45 mm 32 mm 22,5 mm 16,5 mm        | Plus grande échelle produite de manière industrielle pour le modélisme ferroviaire de voie normale. |
| Échelle 0 (prononcer : "zéro")                                    | 1:48 1:45 1:43,5 | 0 0m 0e 0i           | normale métrique étroite faible écart. | 32 mm 22,5 mm 16,5 mm 12 mm        | Échelle la plus courante jusqu'à la Deuxième Guerre mondiale, aujourd'hui en Europe elle n'est plus utilisée que dans les clubs de modélisme[réf. nécessaire]. Elle demeure en revanche très répandue en Amérique du Nord.                                                                       |
| Échelle S (anciennement) ou Échelle H1 (prononcer : "H-un")       | 1:64             | S Sm Se Si           | normale métrique étroite faible écart. | 22,5 mm 16,5 mm 12 mm 9 mm         | Relativement courante en Europe entre les années 1950 et 1980, elle a conservé une petite partie du marché en Amérique du Nord. |
| Échelle 00 (prononcer : "zéro-zéro", "double 0" ou "double zéro") | 1:76.2           | EEM EM 00 00-12 00-9 | normale étroite faible écart.          | 18,8 mm 18,2 mm 16,5 mm 12 mm 9 mm | Cette échelle est principalement utilisée au Royaume-Uni en lieu et place de l'échelle H0. La plupart des systèmes avec le modèle à écartement standard chemins de fer à voie H0 utilisent un modèle d'écartement de 16,5 mm, L'écartement EEM est un peu plus large, mais il n'est pas courant. |
| Échelle H0 (prononcer : "H-zéro")                                 | 1:87             | H0 H0m H0e H0i       | normale métrique étroite faible écart. | 16,5 mm 12 mm 9 mm 6,5 mm          | Cette échelle est de loin la plus utilisée en Europe, à l'exception du Royaume-Uni. Elle est également très courante en Amérique du Nord. |
| Échelle TT ("TableTop")                                           | 1:120            | TT TTm TTe TTi       | normale métrique étroite faible écart. | 12 mm 9 mm 6,5 mm 4,5 mm           | Créée en Amérique du Nord, cette échelle est très répandue en Europe de l'Est et dans l'ancienne Allemagne de l'Est. Elle est plus rare en Europe occidentale, Amérique du Nord et au Japon, mais a toutefois ses partisans en Europe de l'Ouest.                                                |
| Échelle N                                                         | 1:160            | N Nm Ne              | normale métrique étroite               | 9 mm 6,5 mm 4,5 mm                 | N pour Neun, 9 en allemand, comme l'écartement. Utilisée en Europe, au Japon et en Amérique du Nord. De loin la plus utilisée au Japon |
| Échelle Z                                                         | 1:220            | Z Zm                 | normale métrique                       | 6,5 mm 4,5 mm                      | Utilisée en Europe occidentale, au Japon et en Amérique du Nord. |
| Échelle ZZ                                                        | 1:285 1:300      | ZZ                   | normale                                | 4,8 mm                             | Produite presque exclusivement par Bandai. |
| Échelle T                                                         | 1:450 1:480      | T T                  | normale                                | 2,9 mm 2,9 mm                      | Développée par K.K. Eishindo. |